# Dolenji Podboršt pri Trebnjem
Dolenji Podboršt pri Trebnjem este o localitate din comuna Trebnje, Slovenia, cu o populație de 47 de locuitori.